# Ritratto di Jorge Manuel Theotocópuli
Ritratto di Jorge Manuel Theotocópuli è un dipinto del pittore cretese El Greco realizzato circa nel 1597-1603 e creato nel suo periodo toledano; è conservato nel Museo di belle arti di Siviglia in Spagna.

## Analisi
Jorge Manuel Theotocópuli figlio di El Greco collaborò con il padre in diverse opere, come la Cappella maggiore del Santuario di Nostra Signora della Carità a Illescas. Nel ritratto egli è raffigurato con un vestito scuro su di uno sfondo ugualmente scuro. Viene evidenziata così la parte sinistra, le mani con gli strumenti per dipingere e il viso, che, circondato da un lussuoso colletto bianco, mostra una persona di grande intelligenza. Si tratta di un quadro che segue lo stile della pittura veneta.